# Kennydale (Washington)
Kennydale es un área no incorporada ubicada en el condado de King en el estado estadounidense de Washington.

## Geografía
Kennydale se encuentra ubicado en las coordenadas 47°31′15″N 121°12′20″O / 47.52083, -121.20556.